# Антоха MC
Антоха МС (настояшее имя — Анто́н Александрович Кузнецо́в; род. 14 марта 1990, Москва) — российский рэпер.

## Биография
Антон Кузнецов родился в Москве. Начал заниматься музыкой в восемь лет, играл на трубе. Вырос в музыкальной семье среди шести братьев и сестёр, один из братьев играл на тромбоне, а старшая сестра — на виолончели. Окончил медико-биологический лицей. Занимался в музыкальном училище по классу «Труба».
В 2011 году выходит первый альбом Антона «От всей души». Вся музыка записана Антоном, он также является автором текстов, которые сам же и начитывает, а также подыгрывает себе на трубе. Альбом был записан и издан самостоятельно, распространялся самим Антоном среди друзей и знакомых. Общий тираж — 500 компакт-дисков. Название альбома точно характеризует творчество музыканта: диск вышел искренним и добрым, а лирика посвящена приятным моментам жизни, в отличие от тем, поднимаемых большинством российских рэперов.
В 2014 году начал сотрудничать с Эдуардом Шумейко («Шум»), бывшим продюсером группы «5nizza'» и Нино Катамадзе. В дальнейшем из-за невнимательности при оформлении документов это приведёт к конфликту между Антоном и продюсером и потере прав на все уже выпущенные произведения (в том числе до начала работы с Шумом).
В 2014 году состоялся первый сольный концерт Антона в клубе «Чайнатаун» на который были приглашены родственники и близкие друзья.
В 2015 году выходит EP Антохи MC «Все пройдет», а в 2016 — альбом «Родня». По версии сайта «Афиша Daily» альбом вошёл в число сорока ключевых записей 2016 года, а сам Антон был назван одним из тринадцати важных молодых артистов, «музыкантов — героев поколения».
Помимо сольных работ, принял участие в записи совместных композиций с Иваном Дорном и «Пасош».
22 сентября 2017 года представил новый альбом «Советы для молодожёнов».
На одном из интервью познакомился с Гошей Рубчинским, где тот выступал в качестве фотографа. После встречи дизайнер предложил Антохе МС выступить на афтепати показа сезона весна-лето 2018 в Петербурге.
Февраль 2019 — совместно с «ЛАУД» записал клип на трек «Небеса» в Каппадокии под руководством режиссёра Алины Гонтарь.
Осенью 2021 года в интервью изданию Meduza Антон впервые рассказывает о сложной ситуации с правами на собственные композиции и сценический псевдоним. После эскалации конфликта и выхода информации в СМИ Антоха MC принимает решение расторгнуть контракт, взяв кредит суммой три миллиона рублей для выплаты неустойки заложенной в договоре, о чём публично заявил в своём Instagram. Отказавшись от финансовой помощи в формате краудфандинга от своих поклонников Антон объявляет о своей готовности к участию в новых коммерческих проектах, первым из которых становится «Антоха MC × Фрешмены».

## Дискография

### Студийные альбомы
- 2011 — «От всей души»
- 2016 — «Родня»
- 2017 — «Советы для молодожёнов»
- 2019 — «Про меня»
- 2024 — «ШИК МОЛА»

### Мини-альбомы
- 2015 — «Всё пройдёт»
- 2021 — «Всё вокруг от чистоты»
- 2021 — «Я это я»
- 2022 — «Летний»
- 2022 — «Энергичная пульсация»

### Сборники
- 2015 — «Неизданное»
- 2021 — Vinyl Limited Collection